# Телескоп IRTF
Телескоп IRTF (англ. IRTF — Infrared Telescope Facility) — инфракрасный телескоп NASA с диаметром зеркала 3,0 метра; находится на вершине вулкана Мауна-Кеа на высоте 4 200 метров над уровнем моря в США, на острове Гавайи в составе обсерватории Мауна-Кеа.
Изначально телескоп был построен для поддержки экспедиции Вояджера (англ. Voyager). Эксплуатируется с 1979 года. Сейчас используется для инфракрасной астрономии. По крайней мере половина времени работы телескопа направлена на изучение планет и далёких космических объектов. В 1994 году телескоп сфотографировал фрагменты известной кометы Шумейкера-Леви-9, падающие в атмосферу Юпитера. Также с его помощью были получены фотографии извержение вулкана на Ио — спутнике Юпитера.